# Govindaghatta, Turuvekere
Govindaghatta là một làng thuộc tehsil Turuvekere, huyện Tumkur, bang Karnataka, Ấn Độ.